# Linea 7 (metropolitana di Pechino)
La linea 7 (in cinese 北京地铁7号线S, Běijīng dìtiě qīhào xiànP) è una linea attiva della metropolitana di Pechino.
Inaugurata il 28 dicembre 2014, e gestita dalla Beijing Mass Transit Railway Operation Corporation Limited, la linea si snoda lungo un percorso da est a ovest di 40,3 km e collega, tramite 30 stazioni, i distretti di Fengtai, Xicheng, Dongcheng, Chaoyang e Tongzhou.
Per effettuare l'intera tratta sono necessari circa 68 minuti. La linea 7 è rappresentata dal colore pesca chiaro.

## Storia

### Fase I: da Pechino Ovest a Jiaohuachang

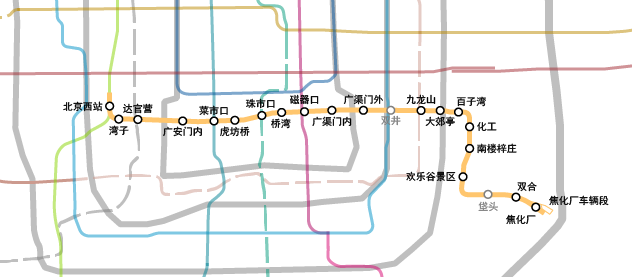
Mappa della fase I della linea 7, da Pechino Ovest a Jiaohuachang.

Nel 1983, la linea 7 entrò per la prima volta nel piano della rete metropolitana di Pechino, derivata dalla suddivisione della linea 6 prevista nel piano del 1973. Dopo questa separazione, la linea 7 ereditò il tracciato che passava lungo Liangguang Road e collegava a sud-ovest la zona di Fengtai.
Dopo che fu deciso di spostare verso est il sito della stazione di Pechino Ovest, il piano della rete metropolitana venne adeguato per garantire il collegamento con la nuova stazione ferroviaria. La linea 7, che inizialmente doveva seguire Liangguang Road, fu deviata verso nord per raggiungere direttamente la stazione di Pechino Ovest. Le tratte originarie della linea 7, previste da Lianhuachi verso sud-ovest in direzione Fengtai, insieme al tracciato della linea 6 da Lianhuachi verso nord, furono invece riorganizzate e accorpate nella nuova linea 9.
All’inizio degli anni ’90, durante la costruzione della stazione ferroviaria di Pechino Ovest, furono realizzate in anticipo anche alcune strutture sotterranee dedicate alle future linee 7 e 9, tra cui le banchine, le linee di inversione e alcuni tratti di galleria.
Nel piano aggiornato della rete metropolitana del 1993, la linea 7 fu definitivamente definita come una linea est-ovest che, partendo dalla stazione ferroviaria di Pechino Ovest, avrebbe attraversato la zona sud della città fino a raggiungere l’area di Fatou, nella periferia sud-orientale di Pechino.
Successivamente, sebbene il tracciato generale della linea 7 fosse ormai stato definito, il posizionamento preciso delle stazioni subì ancora numerose modifiche. Durante la costruzione della prima fase della linea 10, il tratto orientale della linea 7 era previsto all’esterno del Secondo Anello autostradale, lungo Jinsong Road e Nanmofang Road, con un punto di interscambio pianificato alla stazione Jinsong. Tuttavia, quando il tracciato della linea 7 venne definitivamente approvato, questo tratto fu spostato più a nord, al di sotto di Guangqu Road, prevedendo così l’interscambio con la linea 10 alla stazione di Shuangjing. Il problema fu che la stazione di Shuangjing, costruita durante la prima fase della linea 10, era stata progettata con standard piuttosto modesti e senza considerare le esigenze di una stazione di interscambio. Gli spazi risultavano quindi troppo stretti e insufficienti per gestire i flussi di passeggeri previsti con l’arrivo della linea 7. Di conseguenza, anche se entrambe le linee erano operative, la possibilità di cambiare treno a Shuangjing fu resa possibile solo cinque anni dopo, grazie a lavori di adeguamento che permisero di realizzare una nuova hall di collegamento per gestire meglio l’interscambio.
Nel 2010, il progetto delle stazioni all’interno del secondo anello autostradale fu nuovamente modificato: le stazioni Guang'anmen e Niujie, previste nell’area occidentale, furono cancellate e sostituite da una nuova stazione centrale chiamata Guang'anmennei. Lo stesso avvenne nella zona orientale, dove le stazioni Xingfu Dajie e Xizhaosi furono rimosse a favore della nuova stazione Guangqumennei.
Nel 2013, il piano della linea nella zona di Fatou venne aggiornato: invece di predisporre treni da 6 vagoni con possibilità di espansione a 8, si decise direttamente di avviare il servizio con treni da 8 vagoni. Il 19 agosto dello stesso anno iniziarono i lavori di posa dei binari.
Il 15 luglio 2014 cominciarono i test su tutta la linea. A fine agosto si conclusero i lavori di rifinitura di tutte le stazioni, e il 20 settembre iniziarono le corse di prova senza passeggeri. Il 28 dicembre dello stesso anno fu inaugurata la prima tratta operativa della linea 7, tra le stazioni di Pechino Ovest e Jiaohuachang, con l’eccezione delle stazioni Shuangjing e Fatou, che vennero inaugurate successivamente, rispettivamente il 30 dicembre 2018 e il 28 dicembre 2019.
Inoltre, dal 30 luglio 2022, la metropolitana di Pechino ha avviato la sperimentazione dell'interscambio fuori stazione tra la stazione di Guang’anmennei della linea 7 e la stazione di Niujie della linea 19, permettendo ai passeggeri di uscire e raggiungere la stazione della linea 19 entro 30 minuti beneficiando comunque della tariffazione continuativa.

### Fase II: da Jiaohuachang a Universal Resort
Nel marzo 2016, l’Istituto di ricerca scientifica per la protezione ambientale di Pechino pubblicò il secondo avviso pubblico riguardante la valutazione d’impatto ambientale per la seconda fase della linea 7, prevedendo un'estensione verso est fino alla stazione di Universal Resort.
A maggio 2019, furono completati i lavori di scavo per i tunnel della tratta orientale e le strutture principali di tutte le nove stazioni previste. Il 14 maggio, la Commissione per la pianificazione e le risorse naturali di Pechino rese pubblico il progetto preliminare per i nomi delle stazioni lungo il prolungamento orientale. Il 21 novembre furono ufficializzati i nomi delle stazioni del prolungamento. Infine, il 28 dicembre 2019 vennero inaugurate le stazioni della nuova tratta, da Jiaohuachang a Universal Resort Station, con l’eccezione di quest’ultima, che aprì successivamente il 26 agosto 2021.

### Sviluppi futuri: fase III e estensione verso nord
L’8 luglio 2022 è stata pubblicata la seconda consultazione ambientale relativa al Piano di costruzione della terza fase della rete metropolitana di Pechino (2022-2027). Secondo il piano, tra il 2022 e il 2027 verranno realizzati 11 nuovi progetti di trasporto su rotaia, per un totale di circa 231,3 chilometri di nuove linee. Tra questi sono previsti sia i prolungamenti di linee esistenti, come la fase III della linea 7.
La terza fase della linea 7, che rappresenta il suo prolungamento verso nord, partirà dalla stazione ferroviaria di Pechino Ovest e arriverà fino a Wanshousi, con un tracciato lungo 6,4 chilometri e quattro nuove stazioni previste lungo il percorso, tutte nel distretto di Haidian. Il prolungamento prevederà interscambi con la linea 1, linea 3, la linea 6 e la linea 16. A luglio 2024 sono ufficialmente partite le gare d’appalto per i lavori della terza fase della linea 7.
|                | Nome stazione              | Cinese, pinyin              | Interscambio |
| -------------- | -------------------------- | --------------------------- | ------------ |
| Wanshousi      | 万寿寺 Wànshòusì           |                             |              |
| Huayuanqiao    | 花园桥 Huāyuánqiáo         |                             |              |
| Hangtianqiao   | 航天桥 Hángtiānqiáo        | ()                          |              |
| Museo Militare | 军事博物馆 Jūnshì bówùguǎn | (interservizio con linea 9) |              |

### Cronologia delle aperture
| Segmento                     | Inaugurazione    | Lunghezza           | Stazioni | Nome sezione |
| ---------------------------- | ---------------- | ------------------- | -------- | ------------ |
| Pechino Ovest — Jiaohuachang | 28 dicembre 2014 | 23,7 km             | 19       | Fase I       |
| Fatou                        | 30 dicembre 2018 | Stazione intermedia | 1        | Fase I       |
| Shuangjing                   | 28 dicembre 2019 | Stazione intermedia | 1        | Fase I       |
| Jiahuachang — Huazhuang      | 28 dicembre 2019 | 16,6 km             | 8        | Fase II      |
| Huazhuang — Universal Resort | 26 agosto 2021   | 16,6 km             | 1        | Fase II      |
| Pechino Ovest — Wanshousi    | TBA              | 6,4 km              | 4        | Fase III     |

## Tratta e servizio
La linea 7 parte dalla stazione ferroviaria di Pechino Ovest, situata all’interno del terzo anello occidentale nel distretto di Fengtai. La linea, seguendo un percorso parallelo a parte della linea 1, si dirige verso sud, per poi piegare verso est, seguendo il tracciato di Guang’anmenwai Street, Guang’anmennei Street, Luomashi Street, Zhushikou West Street, Zhushikou East Street, Guangqumennei Street, Guangqumenwai Street e Guangqu Road. Proseguendo sempre verso est, attraversa il secondo, il terzo e il quarto anello orientale, per poi deviare verso sud lungo Fengtou West Road e Xiaowuji Road. All’altezza del parco divertimenti Happy Valley, la linea svolta nuovamente verso est, seguendo Fengtou South Road, supera la ferrovia Fengshuang e prosegue in direzione sud-est, dove è stato costruito il deposito di Jiaohuachang, situato nell’area dell’ex stabilimento chimico della capitale.
Dalla stazione di Jiaochang, la linea 7 attraversa il quinto anello orientale e l’autostrada Jingha, proseguendo lungo Wantong Road, Sihezhuang East Road, Wansheng South Street e Qunfang South Street. Nella zona di Zhangcai Road è presente il deposito di Zhangjiawan, dopodiché la linea piega a sud-ovest fino a Huazhuang, dove è previsto un collegamento con la linea Batong. Da qui, la linea prosegue parallelamente al sesto anello orientale fino alla stazione di Universal Resort, attualmente capolinea sud orientale della linea.
È attualmente in fase di assegnazione la distribuzione dei lotti di costruzione delle stazioni interessate dall'estensione settentrionale prevista dalla terza fase della linea 7. Da Pechino Ovest si prevede un prolungamento per dirigersi a nord-ovest fino a raggiungere Wanshousi. Questo tratto si estende per 6,4 chilometri e prevede la realizzazione di 4 stazioni: Museo Militare, dove si potrà effettuare il cambio con le linee 1, 9 e, limitatamente agli orari di punta mattutini e pomeridiani, anche con la linea Fangshan; Hangtianqiao, futura stazione d’interscambio con la linea 3; Huayuanqiao, collegata alla linea 6 e infine Wanshousi, dove sarà possibile un collegamento con la linea 16.

### Tariffazione e orari
La tariffazione parte da un prezzo di ¥3 (circa €0,40) a seconda della distanza di viaggio totale da percorrere, fino a un massimo di ¥7 (circa €0,80). In direzione Universal Resort, i treni della linea 7 effettuano servizio dalle 5:29, con l'ultimo che percorre tutta la linea alle 22:59, mentre verso il capolinea di Pechino Ovest i treni sono attivi dalle 5:09 e l'ultimo convoglio ad effettuare tutte le fermate parte alle 22:59. Alcuni treni coprono solo una parte della tratta, fino alla stazione di Gaolou, e l'ultima partenza da Pechino Ovest avviene alle 23:14.

## Percorso e stazioni

### Percorso
|  | Unknown route-map component "uextCONTg" |

|  |  | Unused urban tunnel straight track |  | Unknown route-map component "utCONTg" |

|  |  | Unknown route-map component "uxtABZg+l" | Unknown route-map component "utSTRq" | Unknown route-map component "utABZgr" |

|  |  | Unknown route-map component "CONTgq" | Unknown route-map component "umtKRZ" | Station on transverse track + Unknown route-map component "HUBa" | Unknown route-map component "umtKRZ" | Unknown route-map component "CONTfq" |

|  | Express railway | Unknown route-map component "utXBHF-L" + Unknown route-map component "HUBaq" | Unknown route-map component "XPLTq" + Unknown route-map component "HUBtg" | Unknown route-map component "utXBHF-R" + Unknown route-map component "HUBeq" |

|  | Unknown route-map component "utCONTgq" | Unknown route-map component "utKRZtu" | Unknown route-map component "utSTRq" | Unknown route-map component "utSTRr" |

| Urban tunnel station on track |

|  | Unknown route-map component "utCONTgq" | Unknown route-map component "utKRZto" + Unknown route-map component "HUBc2" | Unknown route-map component "utBHFq" + Unknown route-map component "HUB3" | Unknown route-map component "utCONTfq" |

|  | Urban tunnel station on track + Unknown route-map component "HUB1" | Unknown route-map component "HUBc4" |

|  | Transverse water | Unknown route-map component "utKRZW" | Transverse water | Transverse water |

|  | Unknown route-map component "KBL2" + Urban tunnel station on track | Unknown route-map component "BLc3" |

|  | Unknown route-map component "utCONTgq" | Unknown route-map component "BLc1" + Unknown route-map component "utKRZto" | Unknown route-map component "KBL4" + Unknown route-map component "utBHFq" | Unknown route-map component "utCONTfq" |

|  | Unknown route-map component "utCONTgq" | Unknown route-map component "utTINTt" | Unknown route-map component "utSTRq" | Unknown route-map component "utCONTfq" |

| Urban tunnel station on track |

| Unknown route-map component "utCONTgq" | Unknown route-map component "utABZq2" | Unknown route-map component "utTINTt" + Unknown route-map component "utSTRc3" | Unknown route-map component "utSTRq" | Unknown route-map component "utCONTfq" |

| Unknown route-map component "utSTRc1" | Unknown route-map component "utABZg+4" |  |

| Urban tunnel station on track |

|  | Urban tunnel station on track + Unknown route-map component "HUB2" | Unknown route-map component "HUBc3" |

| Unknown route-map component "utCONTgq" | Unknown route-map component "utABZq2" | Unknown route-map component "utKRZtu" + Unknown route-map component "utSTRc3" + Unknown route-map component "HUBc1" | Unknown route-map component "utBHFq" + Unknown route-map component "HUB4" | Unknown route-map component "utCONTfq" |

| Unknown route-map component "utSTRc1" | Unknown route-map component "utABZg+4" |  |

| Urban tunnel station on track |

|  | Urban tunnel station on track + Unknown route-map component "HUB2" | Unknown route-map component "HUBc3" |

|  | Unknown route-map component "uextCONTgq" | Unknown route-map component "uetKRZto" + Unknown route-map component "HUBc1" | Unknown route-map component "uextBHFq" + Unknown route-map component "HUB4" | Unknown route-map component "uextCONTfq" |

|  | Urban tunnel station on track + Unknown route-map component "HUB2" | Unknown route-map component "HUBc3" |

|  | Unknown route-map component "utCONTgq" | Unknown route-map component "utKRZtu" + Unknown route-map component "HUBc1" | Unknown route-map component "utBHFq" + Unknown route-map component "HUB4" | Unknown route-map component "utCONTfq" |

|  | Unknown route-map component "utCONTgq" | Unknown route-map component "utTINTt" | Unknown route-map component "utSTRq" | Unknown route-map component "utCONTfq" |

|  |  | Urban tunnel straight track | Unknown route-map component "uextSTR+l" | Unknown route-map component "uextCONTfq" |

|  | Urban tunnel station on track + Unknown route-map component "HUBaq" | Unknown route-map component "uextBHF" + Unknown route-map component "HUBeq" |

|  | Urban tunnel straight track | Unknown route-map component "uextCONTf" |

| Urban tunnel station on track |

| Urban tunnel station on track |

| Urban tunnel station on track |

| Urban tunnel station on track |

| Urban tunnel station on track |

| Unknown route-map component "CONTgq" | Unknown route-map component "umtKRZ" | Unknown route-map component "CONTfq" |

| Urban tunnel station on track |

|  | Unknown route-map component "utKRWgl" | Unknown route-map component "utKRW+r" |

|  | Urban tunnel station on track | Urban tunnel straight track |

|  | Urban tunnel straight track | Unknown route-map component "utKDSTe" |

| Urban tunnel station on track |

| Transverse water | Unknown route-map component "utKRZW" | Transverse water |

| Transverse water | Unknown route-map component "utKRZW" | Transverse water |

| Urban tunnel station on track |

| Urban tunnel station on track |

| Transverse water | Unknown route-map component "utKRZW" | Transverse water |

| Urban tunnel station on track |

| Urban tunnel station on track |

| Urban tunnel station on track |

| Urban tunnel station on track |

|  | Unknown route-map component "utKRWgl" | Unknown route-map component "utKRW+r" |

| Unknown route-map component "utKDSTaq" | Unknown route-map component "utKRZtu" | Unknown route-map component "utSTRr" |

|  |  | Urban tunnel straight track | Unknown route-map component "utSTR+l" | Unknown route-map component "utCONTfq" |

|  | Urban tunnel station on track + Unknown route-map component "HUBaq" | Urban tunnel station on track + Unknown route-map component "HUBeq" |

|  | Transverse water | Unknown route-map component "utKRZW" | Unknown route-map component "utKRZW" | Transverse water |

|  | Unknown route-map component "utKRWgl" | Unknown route-map component "utKRWg+r" |

|  | Urban End station in tunnel + Unknown route-map component "HUBaq" | Urban End station in tunnel + Unknown route-map component "HUBeq" |

### Stazioni
|                  | Nome stazione              | Nome in cinese, pinyin | Percorrenza (ore) | Distanza (km)                                              | Interscambi |
| ---------------- | -------------------------- | ---------------------- | ----------------- | ---------------------------------------------------------- | ----------- |
| Pechino Ovest    | 北京西站 Běijīngxī zhàn    | 0:00                   | 0,00              | (interservizio con linea 9) Line Sub-Central Pechino Ovest |             |
| Wanzi            | 湾子 Wānzǐ                 | 0:02                   | 0,93              |                                                            |             |
| Daguanying       | 达官营 Dáguānyíng          | 0:04                   | 1,66              |                                                            |             |
| Guang'anmennei   | 广安门内 Guǎng'ānmén nèi   | 0:07                   | 3,54              | (interscambio fuori stazione con Niujie)                   |             |
| Caishikou        | 菜市口 Càishìkǒu           | 0:09                   | 4,91              |                                                            |             |
| Hufangqiao       | 虎坊桥 Hǔfāngqiáo          | 0:11                   | 5,80              |                                                            |             |
| Zhushikou        | 珠市口 Zhūshìkǒu           | 0:13                   | 7,00              |                                                            |             |
| Qiaowan          | 桥湾 Qiáowān               | 0:15                   | 7,87              |                                                            |             |
| Ciqikou          | 磁器口 Cíqìkǒu             | 0:17                   | 8,89              |                                                            |             |
| Guangqumennei    | 广渠门内 Guǎngqúmén nèi    | 0:20                   | 10,03             |                                                            |             |
| Guangqumenwai    | 广渠门外 Guǎngqúmén wài    | 0:22                   | 11,36             |                                                            |             |
| Shuangjing       | 双井 Shuāngjǐng            | 0:24                   | 12,60             |                                                            |             |
| Jiulongshan      | 九龙山 Jiǔlóngshān         | 0:27                   | 13,91             |                                                            |             |
| Dajiaoting       | 大郊亭 Dàjiāotíng          | 0:29                   | 14,69             |                                                            |             |
| Baiziwan         | 百子湾 Bǎizǐwān            | 0:31                   | 15,56             |                                                            |             |
| Huagong          | 化工 Huàgōng               | 0:33                   | 16,46             |                                                            |             |
| Nanlouzizhuang   | 南楼梓庄 Nánlóuzǐzhuāng    | 0:35                   | 17,92             |                                                            |             |
| Happy Valley     | 欢乐谷景区 Huānlègǔ jǐngqū | 0:37                   | 18,83             |                                                            |             |
| Fatou            | 垡头 Fátóu                 | 0:40                   | 20,51             |                                                            |             |
| Shuanghe         | 双合 Shuānghé              | 0:42                   | 21,81             |                                                            |             |
| Jiaohuachang     | 焦化厂 Jiāohuàchǎng        | 0:44                   | 22,83             |                                                            |             |
| Huangchang       | 黄厂 Huángchǎng            | 0:47                   | 24,51             |                                                            |             |
| Langxinzhuang    | 郎辛庄 Lángxīnzhuāng       | 0:49                   | 26,26             |                                                            |             |
| Heizhuanghu      | 黑庄户 Hēizhuānghù         | 0:53                   | 28,78             |                                                            |             |
| Wanshengxi       | 万盛西 Wànshèngxī          | 0:56                   | 31,74             |                                                            |             |
| Wanshengdong     | 万盛东 Wànshèngdōng        | 0:59                   | 33,85             |                                                            |             |
| Qunfang          | 群芳 Qúnfāng               | 1:01                   | 35,01             |                                                            |             |
| Gaoloujin        | 高楼金 Gāolóujīn           | 1:03                   | 36,21             |                                                            |             |
| Huazhuang        | 花庄 Huāzhuāng             | 1:06                   | 37,63             | (interservizio con linea Batong)                           |             |
| Universal Resort | 环球度假区 Huánqiú Dùjiàqū | 1:08                   | 39,40             | (interservizio con linea Batong)                           |             |

## Materiale rotabile
| Modello | Immagine | Produttore                             | Anno costruzione | In servizio | Numeri di serie | Deposito                 |
| ------- | -------- | -------------------------------------- | ---------------- | ----------- | --------------- | ------------------------ |
| BD32    |          | Beijing Subway Rolling Stock Equipment | 2013             | 68          | 07 001–07 068   | Jiaohuachang Zhangjiawan |